# 포천 빌라 고무통 변사 사건
포천 빌라 고무통 변사 살인 사건은 2014년 7월 29일 밤 9시 40분 경기도 포천시 신북면의 한 빌라의 고무통 안에 50대 남자와 용의자의 애인으로 추정되는 시신 2구가 발견된 사건이다. 쓰레기가 방치된 빌라의 안방에는 용의자의 여덟 살이 된 막내 아들이 발견되었으며 용의자는 2014년 8월 2일 경기도 포천시 소흘읍 송우리의 한 섬유공장에서 체포되었다.

## 사건
51세의 여성은 10년 전인 2004년 남편인 박모(사망 당시 41세)씨에게 다량의 수면제 등을 먹여 살해하고 2013년에는 내연관계이던 A(사망 당시 49세)씨에게 수면제를 먹여 반항하지 못하게 한 뒤 목을 졸라 살해하여 포천 빌라의 고무통 안에 시신 2구를 유기하는 방법으로 사체를 은닉하고 여덟 살이 된 아들을 두 달 넘게 시신과 쓰레기로 어지럽혀진 집에 내버려둔 아동복지법 위반죄로 구속기소됐다.

## 재판
10년 전 사망한 남편의 시신이 부패해 정확한 사망 원인이 나오지 않아서 검찰이 구속된 50대 여성의 남편 사망과 관련된 직접 증거를 제시하지 못하자 피고인은 재판 내내 "남편은 자연사했다"고 주장했지만 의정부지방법원 형사12부(한정훈 부장판사) 재판부가 "피고인은 아침에 일어나보니 남편이 죽어 있었다고 주장하지만, 외상이 없고 유서 등의 자살 징후도 없다. 현재로선 남편의 사인은 피고인이 자백한 내연남 살해에 이용된 약물을 피고인이 잘 다룰 줄 아는 것을 근거로 약물 중독사가 가장 유력하고 범행 이후에도 피해자의 시신을 묻거나 외부에 알리는 것이 정상인데 아들을 혼내면서 알리지 못하게 했다"면서 피고인의 남성 2명 살해 혐의를 모두 인정하자 검찰은 남편과 내연남을 살해해 집 안의 고무통에 유기한 혐의 등으로 이씨를 무기징역형을 구형했지만 재판부는 2015년 2월 11일 남편과 내연남을 살해해 시신을 유기하고 쓰레기장 같은 집에 어린 아들을 방치한 혐의(살인 등)로 구속기소된 피고인에 대하여 "살해 방법, 집안에 시신을 장기간 은닉하고 아이를 방치한 일 등에 비춰 중형이 불가피하다"고 밝히면서 "피고인이 초범인 점과 당시 우울증을 앓고 있던 점 등은 참작했다"며 징역 24년을 선고했다.